# Ryllshyttsjön
Ryllshyttsjön var en sjö, som numera ingår i Ryllshytte sandmagasin tillhörande Garpenbergs gruva, i Hedemora kommun i Dalarna och ingår i Dalälvens huvudavrinningsområde. Sjön har en area på 0,497 kvadratkilometer och ligger 214,1 meter över havet.

## Delavrinningsområde
Ryllshyttsjön ingår i det delavrinningsområde (668719-152095) som SMHI kallar för Utloppet av Gruvsjön. Medelhöjden är 193 meter över havet och ytan är 16,41 kvadratkilometer. Räknas de 5 avrinningsområdena uppströms in blir den ackumulerade arean 38,41 kvadratkilometer. Norsån (Garpenbergsån) som avvattnar avrinningsområdet har biflödesordning 2, vilket innebär att vattnet flödar genom totalt 2 vattendrag innan det når havet efter 130 kilometer. Avrinningsområdet består mestadels av skog (77 procent). Avrinningsområdet har 0,5 kvadratkilometer vattenytor vilket ger det en sjöprocent på 10,1 procent. Bebyggelsen i området täcker en yta av 0,08 kvadratkilometer eller 2 procent av avrinningsområdet.